# Chorizagrotis scortea
Chorizagrotis scortea är en fjärilsart som beskrevs av William Schaus 1898. Chorizagrotis scortea ingår i släktet Chorizagrotis och familjen nattflyn. Inga underarter finns listade i Catalogue of Life.